# Wipfeld-Prichsenstädter Störungszone
Bei der Wipfeld-Prichsenstädter Störungszone (auch Wipfeld-Gaibacher Störungszone) handelt es sich um eine herzynisch streichende, tektonische Verwerfung. Sie weicht von den typischen geologischen Lagerungsverhältnissen Unterfrankens ab, die von einer Sattel-Mulden-Struktur geprägt wird. Namensgebende Orte sind Wipfeld im Landkreis Schweinfurt und Prichsenstadt im Landkreis Kitzingen, die an den Endpunkten der Verwerfung liegen. Daneben wird der Volkacher Gemeindeteil Gaibach im Landkreis Kitzingen oftmals ebenso zur Bezeichnung der Verwerfung herangezogen.

## Geografie
Die Wipfeld-Prichsenstädter Störungszone beginnt in der zum Landkreis Schweinfurt gehörenden Gemeinde Wipfeld. Sie zieht sich in Ost-Süd-Ost-Richtung über den Main und erreicht den Volkacher Gemeindeteil Gaibach. Von hier aus zieht sie sich in gleicher Richtung bis zur Stadt Prichsenstadt weiter. Naturräumlich ragt die Verwerfungszone damit vom Mittleren Maintal in das zum Steigerwaldvorland gehörende Steigerwaldvorland von Neuses, wobei es die Gaibacher Lößhochfläche schneidet, wo Dünen zu finden sind.

## Charakteristik

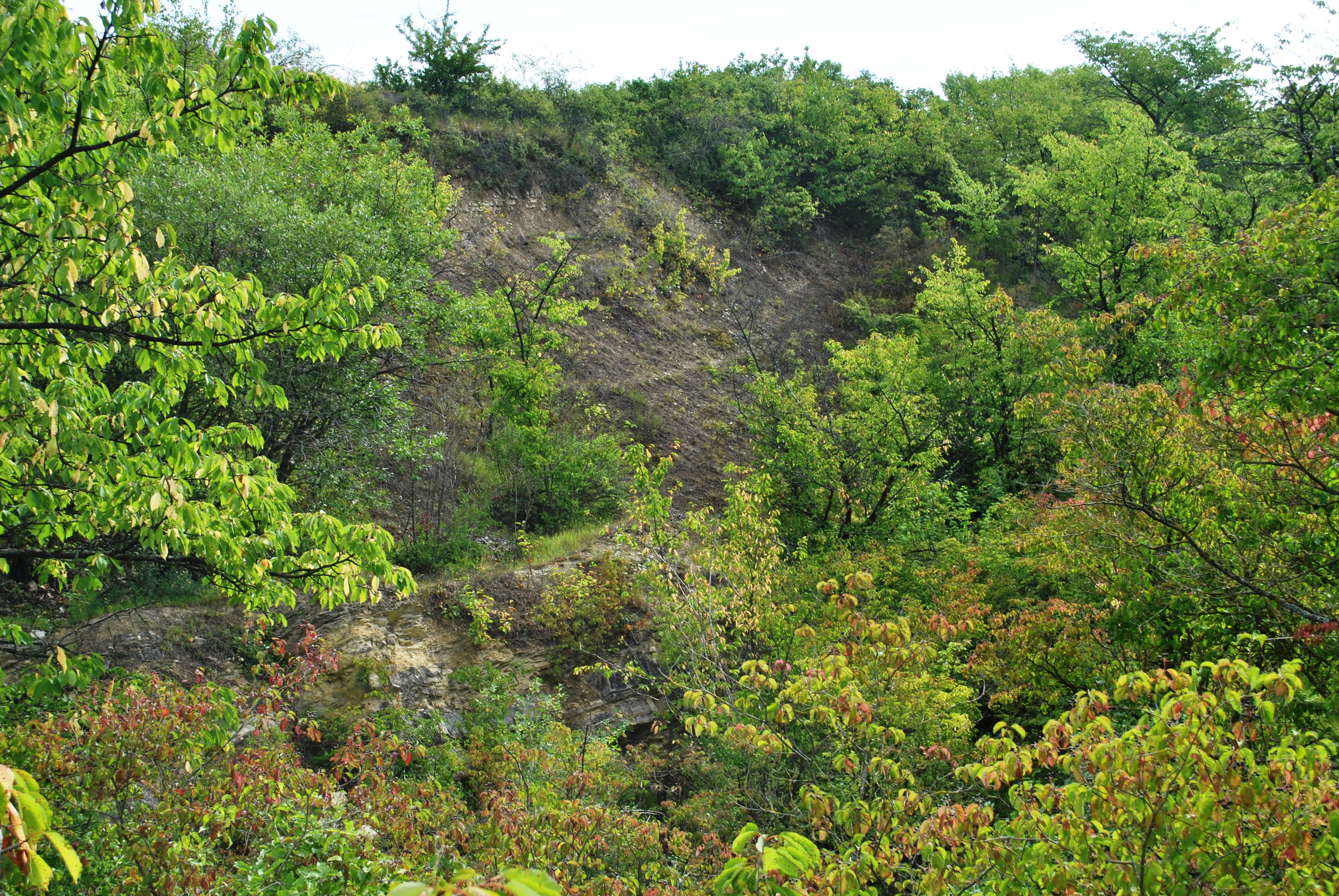
Der ehemalige Muschelkalkbruch südwestlich von Krautheim bildet ebenfalls die Schichtenfolge entlang der Verwerfung gut ab. Er wird als Geotop geschützt

Insbesondere entlang des Maintals wird die Tektonik des bayerischen Regierungsbezirks Unterfrankens von einer Sattel-Mulden-Struktur geprägt, die auf einem Einfallen der geologischen Formation um etwa zwei Grad nach Osten beruht. Lediglich im Norden des Gebietes der Mainfränkischen Platten kommen auch Verwerfungslinien vor, bei denen die Gesteinspakete relativ zueinander vertikal bewegt wurden. Solche Verwerfungen, die aus mehreren kleinen Störungen bestehen, ziehen sich in Ost-Süd-Ost-Richtung. Sie verlaufen damit parallel zur Fränkischen Linie, die die nördliche Begrenzung der Platten bildet.
Die Wipfeld-Prichsenstädter Störungszone ist im Gelände an vielen Stellen sichtbar. So streichen zwischen Obervolkach und Krautheim Unterer und Mittlerer Muschelkalk aus. Diese Anordnung der Schichten wird lediglich durch die außergewöhnliche Lagerungsverhältnisse ermöglicht. Die teilweise starke Verkippung der einzelnen Schichten wird an einem aufgelassenen Steinbruch nahe der zu Volkach gehörenden Wenzelsmühle sichtbar, wo die einzelnen Pakete mit rund 20 bzw. 25 Grad nach Norden einfallen.
Die Schichtenfolge an dieser Stelle beginnt mit einem rund zwei Meter dichten Kalkstein, der allerdings zu großen Teilen verschüttet ist. Darüber erheben sich ca. 3,5 Meter mächtige dolomitisch-mergelige Schichten, ehe die Hornsteinbank folgt, die etwa 7,5 Meter einnimmt. Hier sind teilweise große Schalenreste zu finden, die größtenteils von Muscheln stammen. Unter anderem sind hier die Überreste der Hoernesia socialis, der Bakevellia costata, der Myalina vetusta und der Myophoria vulgaris zu finden. Über dem Hornstein erheben sich Wulstkalksteine.